# Темпельман, Улоф
Улоф Самуель Темпельман (швед. Olof Samuel Tempelman, род. 21 февраля 1745 г. приход Челльстад, Эстергётланд — ум. 27 июля 1816 г. Стокгольм) — шведский архитектор, один из крупных представителей густавианского стиля.

## Жизнь и творчество
Улоф Темпельман в 1763 году поступает в университет Упсалы, где изучает теологию и гуманитарные науки, а затем переходит на факультет естествознания. В 1769 он поступает в государственное управление по строительству чертёжником, здесь он увлекается архитектурой. В 1779 У.Темпельман становится профессором в Художественной академии, в 1780 — членом шведской Королевской академии искусств. В начале 1780-х годов совершает поездку по Франции, Германии и Италии, посещает Париж, Рим, Неаполь, Венецию, Милан, Марсель, а также проводившиеся в это время раскопки в Помпеях. Во время этого путешествия архитектор знакомится с новым для него, неоклассическим стилем, который он успешно применяет в своих проектах после возвращения на родину. В 1799 году У.Темпельман назначается на должность придворного архитектора.
Наиболее известными из его построек являются павильон короля Густава III в Хагапарке (1787), гимназия в Хёрнёсанде (1785), Ботаникум в парке Упсалы (1787), церковь в Форсмарке (1793).

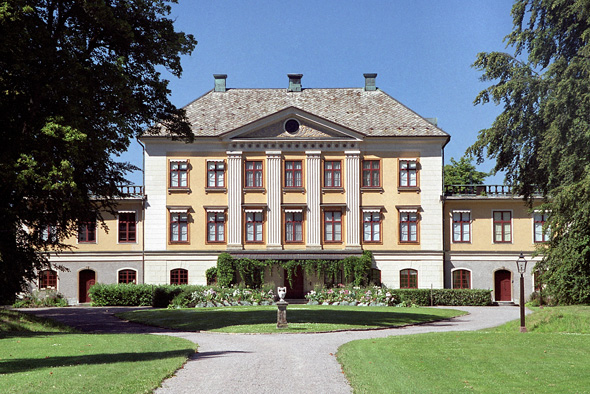
Усадьба в Хеллекисе
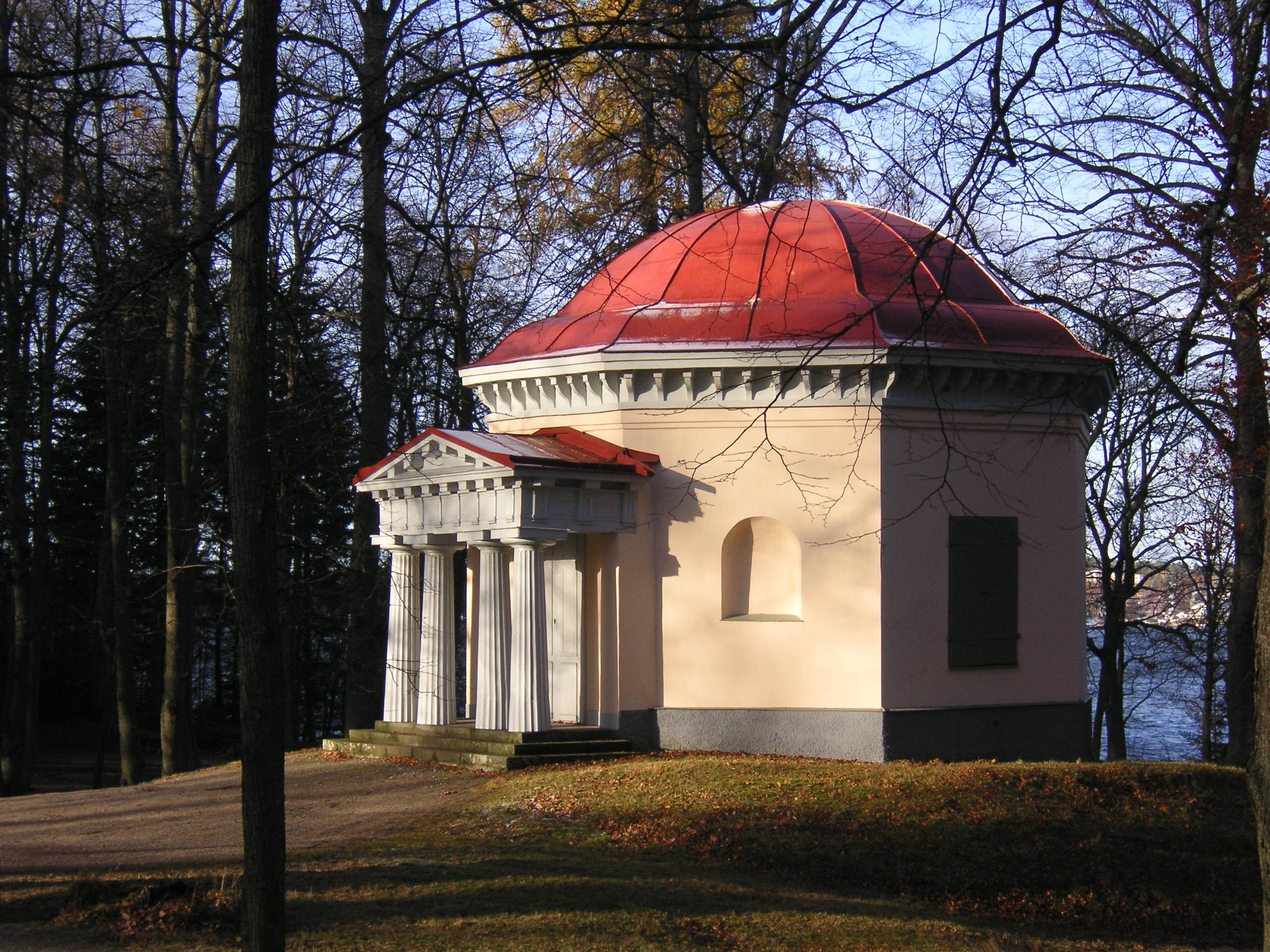
Павильон у усадьбы Нурсборг в  Ботчюрке (1790)
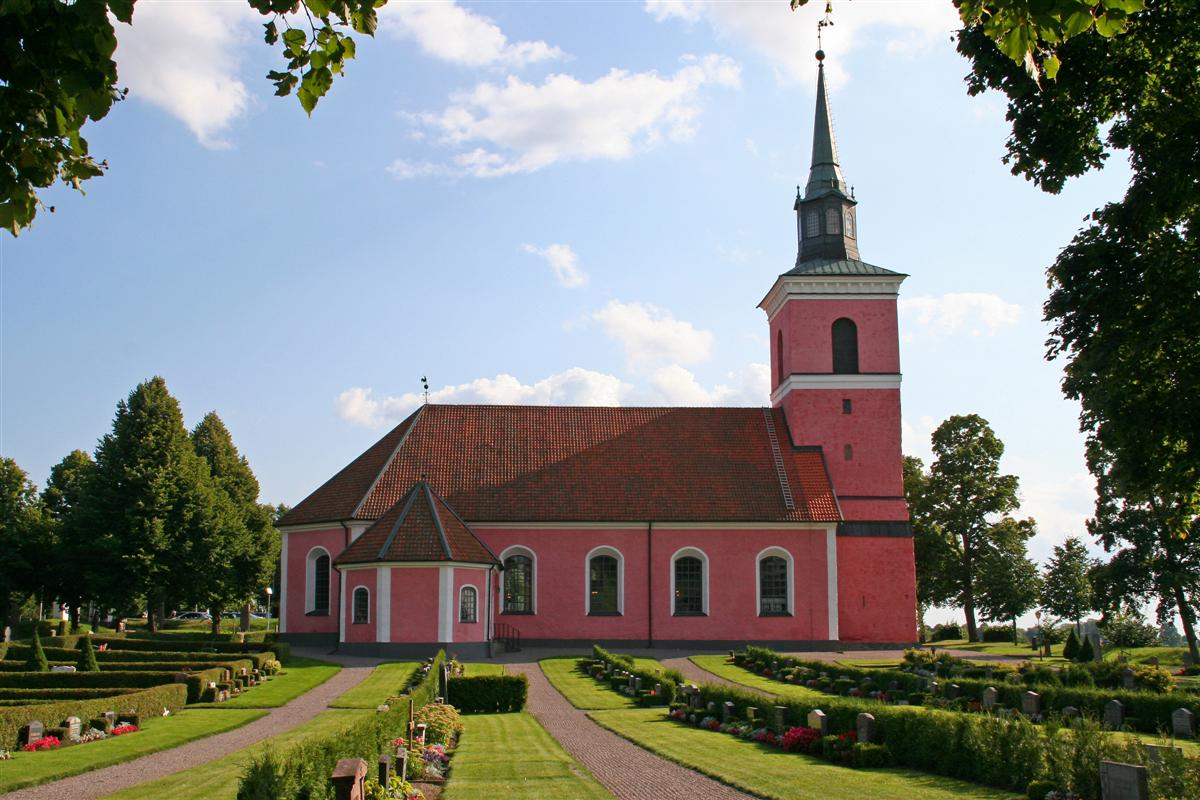
Церковь в Слака
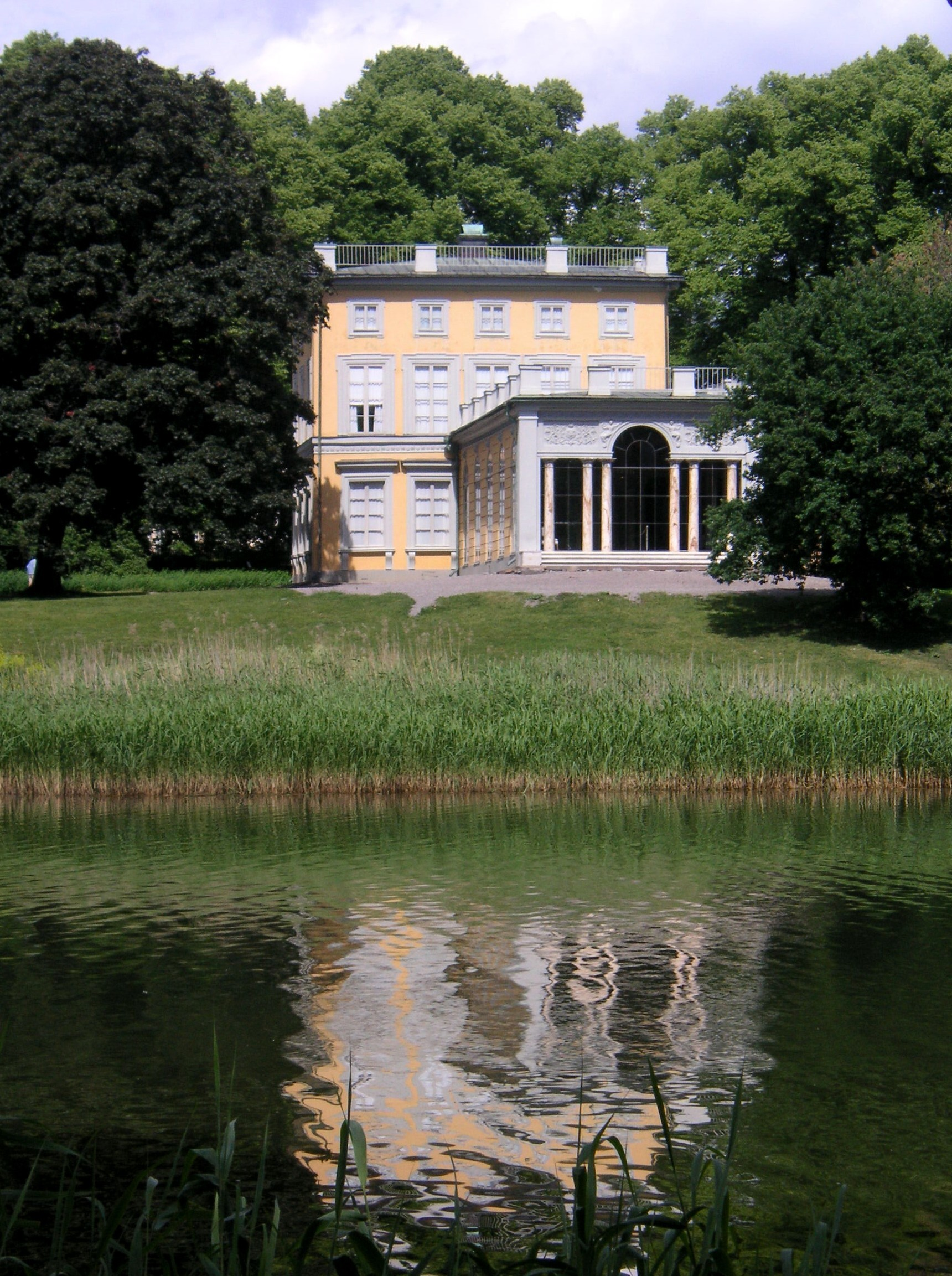
Павильон Густава III в парке Хагапаркен в Сольне
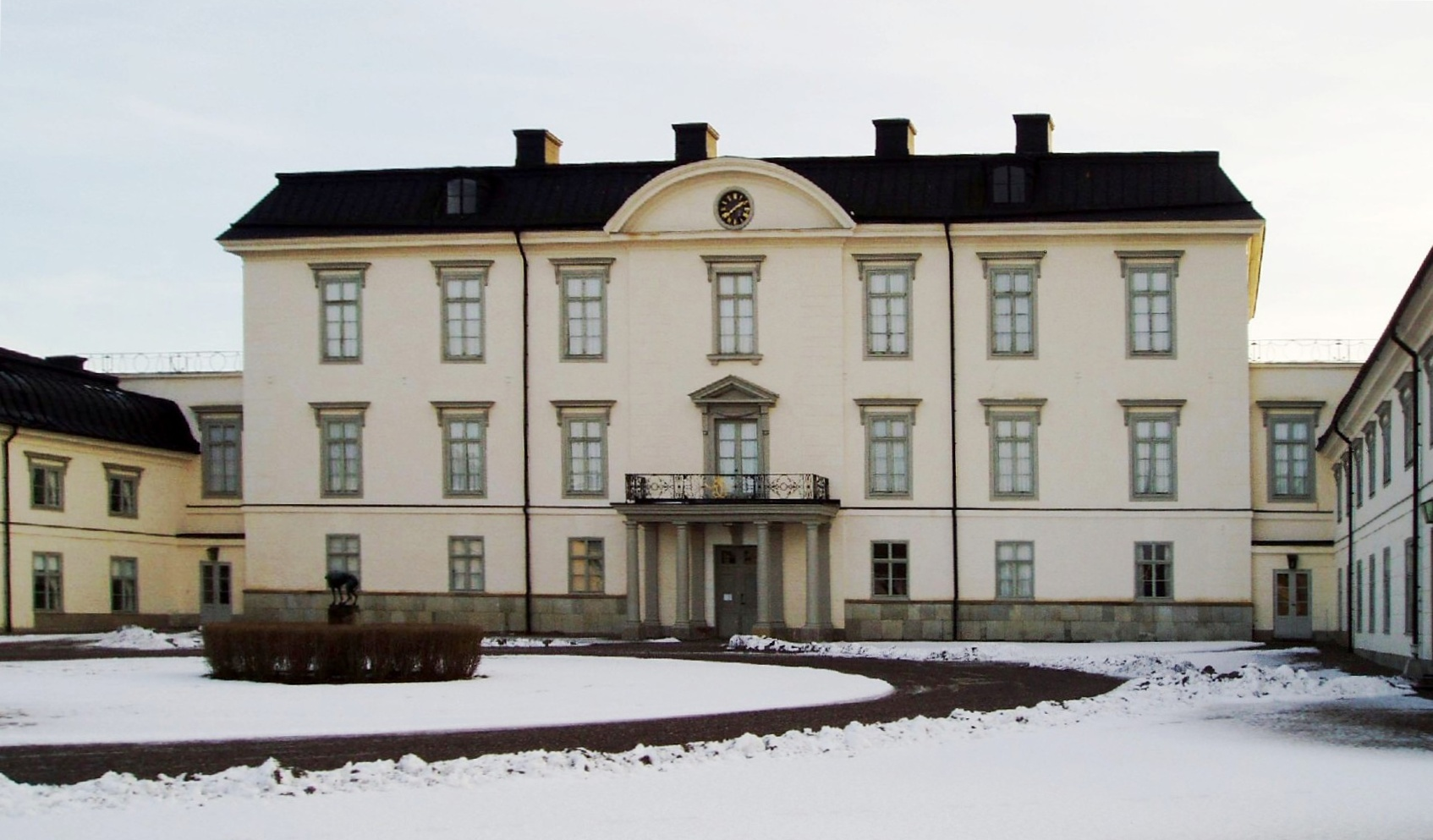
Дворец Русерсберг в Уппланде
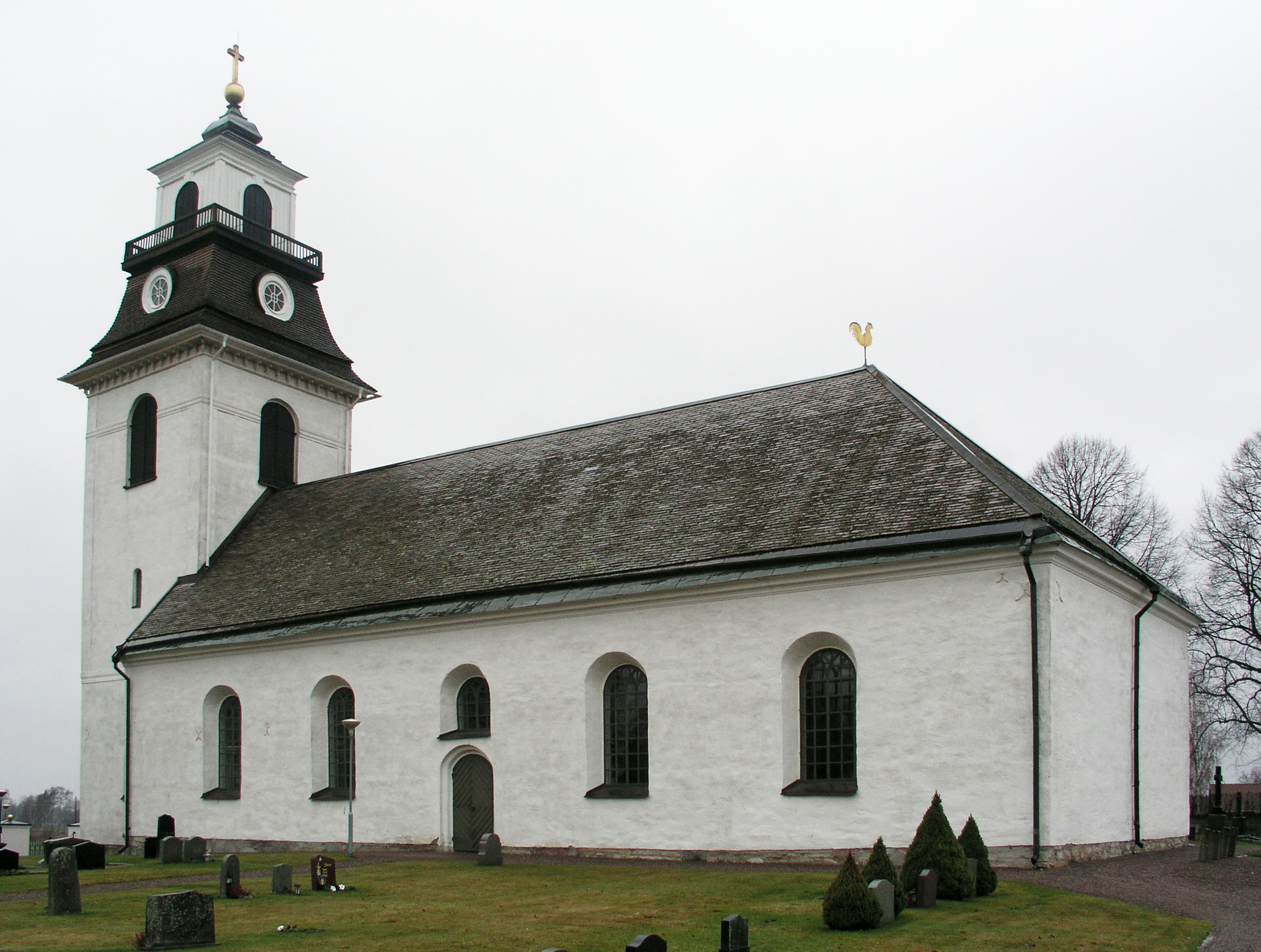
Церковь в Рюстаде